# Albert Barthélémy

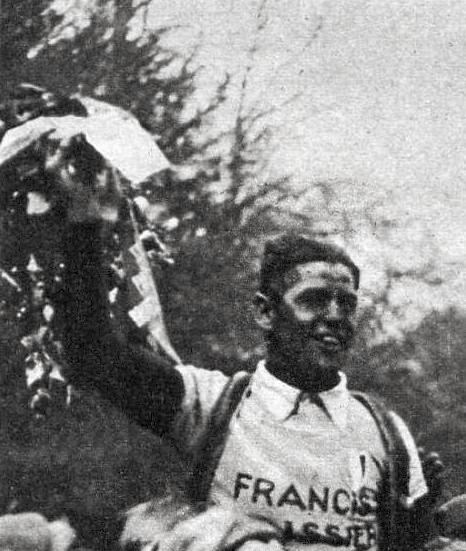
Albert Barthélémy (1933)

Albert Marcel Barthélémy (* 3. März 1906 in Anor; † 26. November 1988 in Fourmies) war ein französischer Radrennfahrer.

## Sportliche Laufbahn
Barthélémy war Straßenradsportler. 1930 wurde er Unabhängiger und 1931 Berufsfahrer im Radsportteam Dilecta-Wolber, in dem Frans Bonduel Kapitän war. Er blieb bis 1936 als Radprofi aktiv. Dreimal – 1928 bis 1930 – gewann er den Grand Prix de Fourmies. Sein bedeutendster Sieg war der bei Paris–Brüssel 1933 vor Alfons Ghesquière. Weitere Erfolge hatte er in den Eintagesrennen Circuit Minier 1928, Bruxelles–Maubeuge und Paris–Avesnes–Fourmies 1929, Grand Prix Torcy 1931, Paris–Rennen und Paris–Lille 1932, Circuit de la Vallée de l’Aa 1934. Das Etappenrennen Circuit des Ardennes gewann er 1930 bei der ersten Austragung, das Critérium des Aiglons dann 1932. In der Deutschland-Rundfahrt 1931 holte er beim Gesamtsieg von Erich Metze vier Etappensiege und schied aus dem Rennen aus.
Die Tour de France bestritt er dreimal. 1932 wurde er 49. der Gesamtwertung, 1929 und 1930 schied er jeweils aus.